# السهلة (مذيخرة)

تعديل مصدري - تعديل

السهلة محلة تابعة لقرية المقروض، التابعة لعزلة حليان بمديرية مذيخرة إحدى مديريات محافظة إب في الجمهورية اليمنية.، بلغ تعداد سكانها 127 حسب تعداد اليمن لعام 2004.